# Video Graphics Array
Video Graphics Array (VGA) là một bộ điều khiển hiển thị video và tiêu chuẩn đồ họa de facto đi kèm, được giới thiệu lần đầu với dòng máy tính cá nhân IBM PS/2, sau đó trở nên phổ biến trong các máy PC trong vòng ba năm. Thuật ngữ ngày này được dùng để chỉ tiêu chuẩn hiển thị nói trên, hay là đầu nối DB-15 thường thấy, hoặc độ phân giải 640x480 đặc trưng của phần cứng VGA.
VGA là tiêu chuẩn đồ họa cuối cùng của IBM mà các phần lớn nhà sản xuất PC tuân thủ, biến nó thành chuẩn chung tối thiểu được cài đặt trong hầu như mọi phần cứng đồ họa PC sau năm 1990.
IBM muốn thay thế VGA bởi chuẩn Extended Graphics Array (XGA) nhưng thất bại. Thay vào đó, VGA được mở rộng bởi nhiều nhà sản xuất bên thứ ba, gọi chung là Super VGA (SVGA). Ngày nay hầu hết các video card vẫn cài đặt các chế độ VGA thông thường hoặc sử dụng giao diện VGA.
Chuẩn tín hiệu analog của VGA được mở rộng để hỗ trợ các độ phân giải lên tới 2048x1536.

## Thiết kế phần cứng

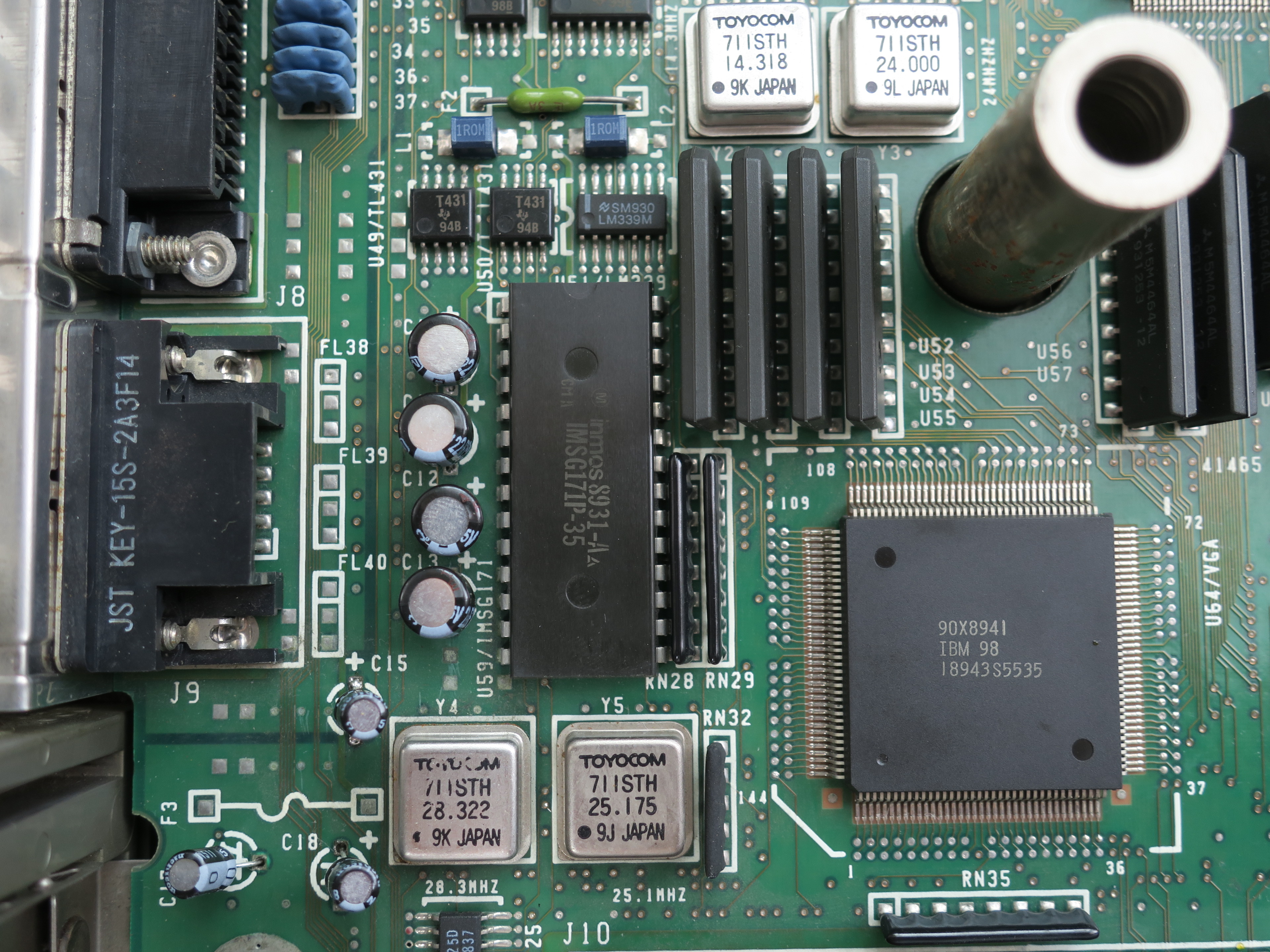
Video Graphics Array trên một bo mạch chủ máy tính cá nhân PS/55

Phần RAM chứa bảng màu và bộ chuyển đổi DAC tương ứng được tích hợp thành một chip duy nhất, gọi là RAMDAC, còn bộ điều khiển CRT được tích hợp trong chip VGA chính. Ngoài ra VGA chỉ cần thêm VRAM và tinh thể thạch anh. Điều này làm cho thiết kế trở nên tinh giản, thay vì sử dụng nhiều IC rời trên các card đồ họa trước đó.
Số lượng linh kiện đủ nhỏ của VGA cho phép IBM tích hợp nó trên bo mạch chủ của PS/2, thay vì cần có một card hiển thị riêng biệt lắp đặt vào khe cắm để kết nối với màn hình.
Không giống như các tiêu chuẩn hiển thị trước đó có dạng card hiển thị rời, phiên bản thương mại hóa đầu tiên của VGA là một bộ phận tích hợp trong PS/2, kèm với 256 KB bộ nhớ và một đầu nối mới DE-15 thay cho đầu nối cũ DE-9 sử dụng trong các card trước nó. Sau đó, IBM phát hành phiên bản VGA độc lập, IBM PS/2 Display Adapter, dành cho các máy tính không có sẵn VGA.

## Khả năng hiển thị

So sánh các chuẩn độ phân giải, bao gồm VGA 640x480

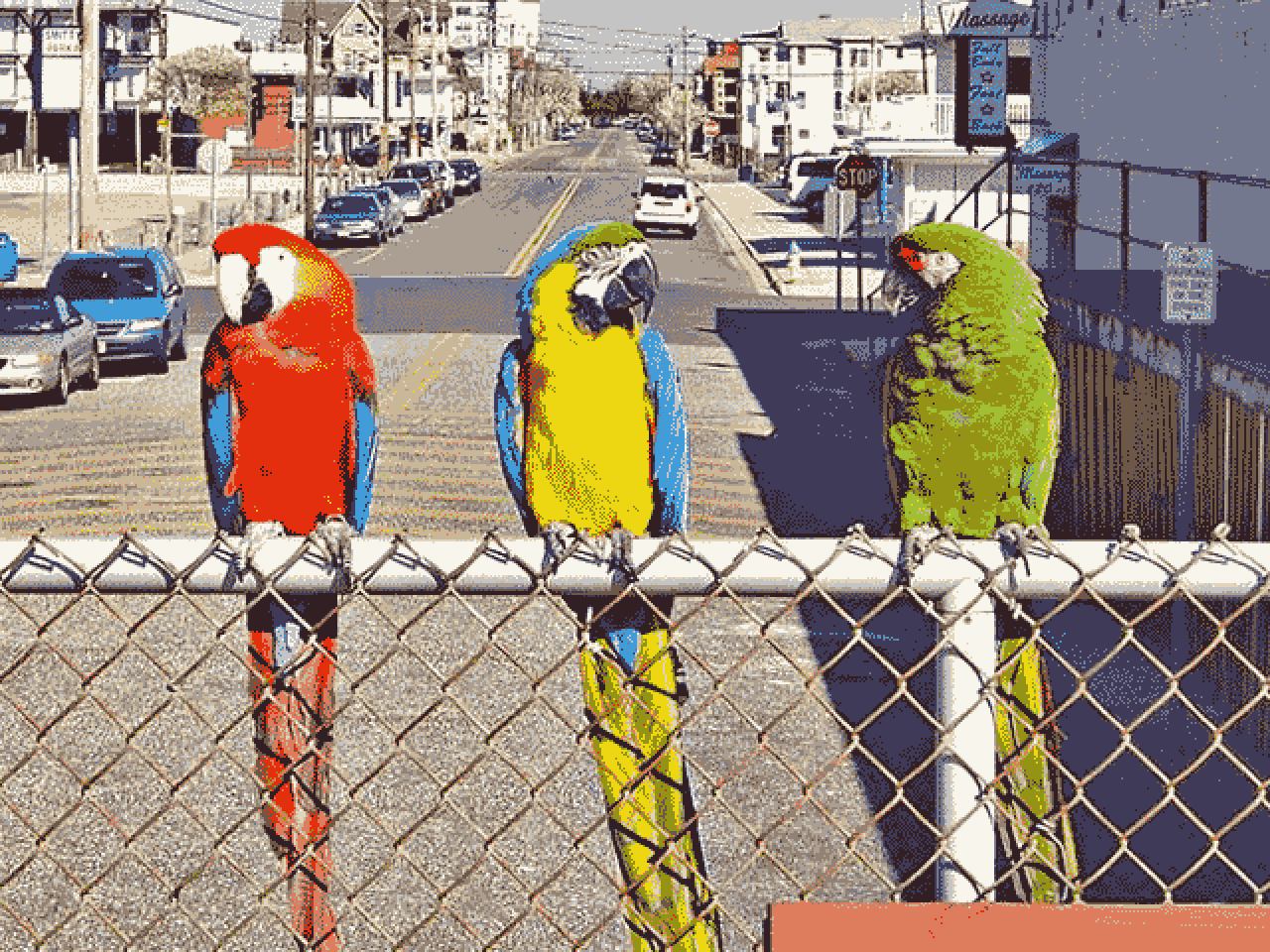
Mô phỏng chế độ VGA 640 × 480 16 màu.

VGA hỗ trợ tất cả các chế độ đồ họa mà MDA, CGA, EGA hỗ trợ, cũng như nhiều chế độ mới.

### Các chế độ đồ họa chuẩn
- 640x480, với 16 màu hoặc đơn sắc[13][14]
- 640x350 hoặc 640x200 với 16 màu hoặc đơn sắc (chế độ tương thích CGA/EGA)
- 320x200 với 256 màu (chế độ 13h)
- 320x200 với 4 màu hoặc 16 màu (chế độ tương thích CGA)

Các chế độ 640x480 16 màu và 320x200 256 màu cho phép bảng màu được tùy chọn, với mỗi màu được chọn từ một gam 18 bit (262144 màu).
Các chế độ khác mặc định sử dụng lệnh và bảng màu tương thích trong EGA/CGA, nhưng vẫn có thể thay đổi bảng màu thông qua các lệnh đặc biệt của VGA.

#### Chế độ đồ họa 640x480
Chế độ 640x480, 16 màu là tiêu chuẩn de facto chung nhỏ nhất của các card đồ họa. Cho đến giữa thập niên 90, các hệ điều hành PC như Windows 95 và OS/2 Warp 3.0 yêu cầu card đồ họa có một chế độ 640x480x16 sử dụng các thông số của VGA về bộ nhớ và thanh ghi. Các độ phân giải hay độ sâu bit thấp hơn, hay các bố trí bộ nhớ và thanh ghi khác sẽ không được hỗ trợ nếu như không có driver. Sau 2000, ngay cả khi tiêu chuẩn VESA cho card đồ họa đã trở nên phổ biến, "chế độ VGA" vẫn là tùy chọn tương thích của các hệ điều hành PC.

### Các chế độ văn bản chuẩn
- 80x25, phông 9x16
- 40x25, phông 9x16
- 80x43 hay 80x50, phông 8x8

## Chi tiết kỹ thuật
Không giống các card đồ họa tiền nhiệm sử dụng tín hiệu TTL khi xuất ra màn hình, VGA sử dụng tín hiệu tuơng tự RGB với biên độ điện thế 0,7 V. Với việc sử dụng RAMDAC 18 bit (6 bit cho mỗi màu), tín hiệu này tạo ra một gam 262144 màu, còn được gọi là SRGB.
Một số tiêu chuẩn VGA gốc như sau:
- Đồng hồ pixel chủ 25,175 MHz[19] hay 28,322 MHz
- Độ phân giải ngang tối đa 640 pixel[20] (chế độ đồ họa) hay 720 pixel (chế độ văn bản)
- Tối đa 480 đường[20]
- Tốc độ refresh 60 Hz hoặc 70 Hz[21]
- Chế độ planar hỗ trợ lên tới 16 màu (4 mặt phẳng)
- Chế độ chunky hỗ trợ lên tới 256 màu (còn gọi là chế độ 13h)
- Hỗ trợ cuộn trơn trong phần cứng

### Mục đích sử dụng thường gặp của một số chế độ chọn lọc
640x400 @ 70 Hz là chế độ đồ họa truyền thống sử dụng để khởi động các máy tính x86 với đồ họa tương thích VGA, còn khởi động trong chế độ văn bản sử dụng 720x400 @ 70 Hz.
Tuy nhiên quy ước này dần bị bỏ qua trong những năm gần đây, khi các màn hình BIOS và POST sử dụng các độ phân giải cao hơn, lợi dụng dữ liệu EDID để tự động điều chỉnh theo độ phân giải của màn hình.
640x480 @ 60 Hz là chế độ đồ họa mặc định của các phiên bản Windows từ Windows 2000 trở về trước (thường với 16 màu). Nó vẫn là một tùy chọn trong Windows XP và các phiên bản sau này thông qua tùy chọn boot menu "low resolution video" và trong tùy chọn chế độ tuơng thích của mỗi ứng dụng, mặc dù Windows bây giờ có độ phân giải mặc định là 1024x768 và thường không cho phép chọn bất cứ độ phân giải nào thấp hơn 800x600.
Sự cần thiết phải có các chế độ tương thích dự phòng như vậy đã giảm đi đáng kể kể từ thiên niên kỷ mới, khi ngày càng ít màn hình VGA hay adaptor chỉ hiển thị được độ phân giải gốc.
320x200 @ 70 Hz là chế độ thịnh hành nhất trong các game trên PC thời VGA.

## Đầu nối

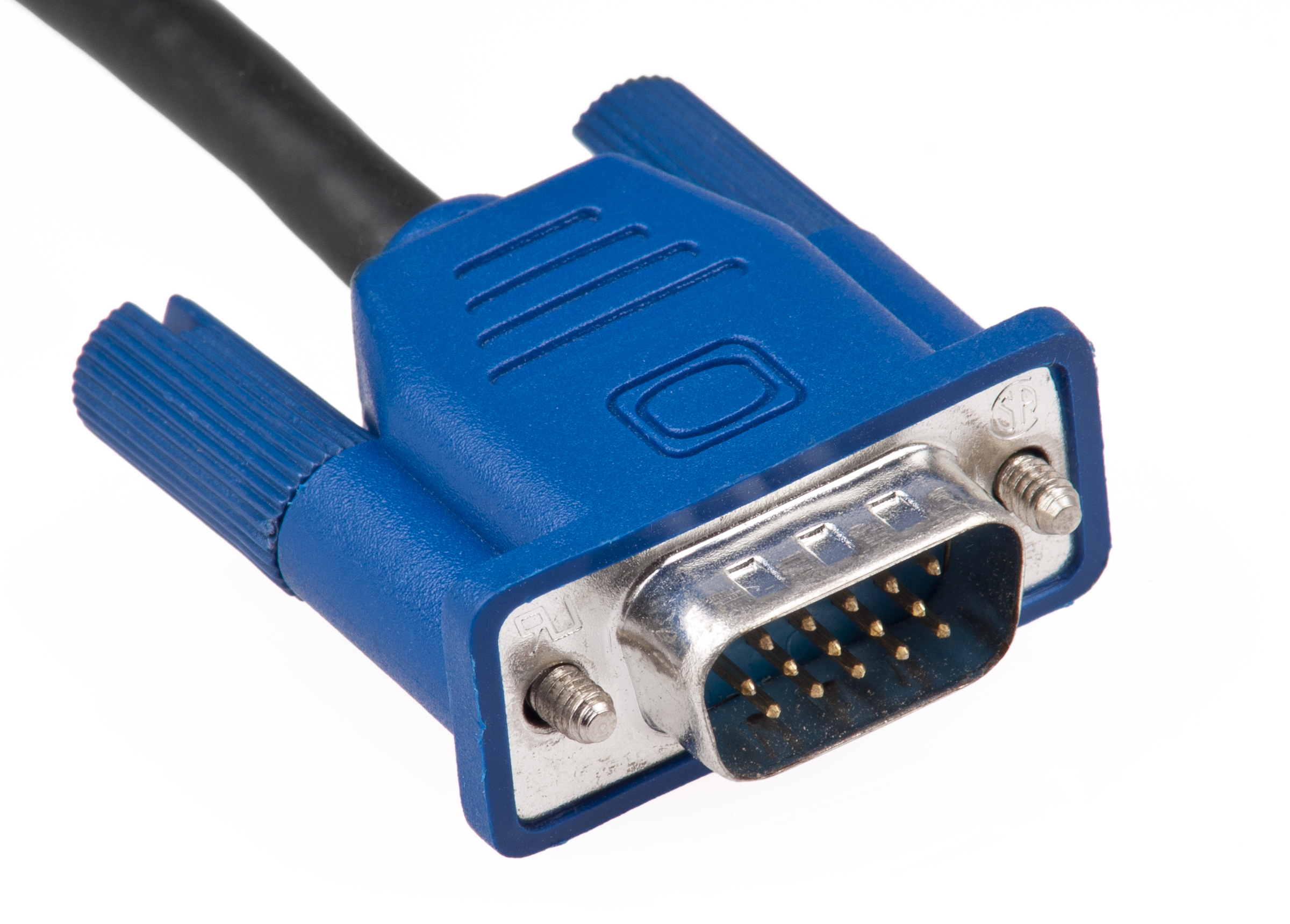
Một đầu nối VGA đực

Đầu nối chuẩn VGA là một đầu nối D-sub 15 chân, ký hiệu là ""HD-15", "DE-15" hoặc "DB-15".

## Các nhà sản xuất
Một số công ty sản xuất các mạch đồ họa tương thích với VGA:
- ATI: Graphics Solution Plus, Wonder series, Mach series
- S3 Graphics: S3 911, 911A, 924, 801, 805, 805i, 928, 805p, 928p, S3 Vision series, S3 Trio series
- Matrox: MAGIC RGB
- Plantronics: Colorplus
- Paradise Systems (đã ngừng hoạt động): PEGA 1, PEGA 1a, PEGA 2a
- Tseng Labs: ET3000, ET4000, ET6000
- Cirrus Logic: CL-GD400, CL-GD500 and CL-GD5000 series
- Trident Microsystems: TVGA 8000 series, TVGA 9000 series, TGUI9000 series
- IIT
- NEC
- Chips and Technologies
- SiS
- Tamerack
- Realtek
- Oak Technology
- LSI
- Hualon
- Cornerstone Imaging
- Winbond
- AMD
- Western Digital
- Intergraph
- Texas Instruments
- Gemini (đã ngừng hoạt động)
- Genoa (đã ngừng hoạt động)